# Flins
Flins ali Flyns (tudi Flinsius, Flinz, Flynz) je zahodnoslovansko božanstvo med Lužiški Srbi  in Obodriti, povezano s smrtjo in regeneracijo.  
Po Saški kroniki iz konca 15. stoletja naj bi bil videti kot pozlačen kip, kot mrlič z dolgim plaščem, ki je imel v rokah bakljo ali culo, na rami pa leva, ki naj bi potem, ko bi umrl še zadnji pripadnik domačega ljudstva, vse ljudstvo ponovno obudil. Pojavile so se domneve, da je Flins bog germanskega izvora, saj Slovani niso poznali glasu »f«. Toda zdi se, da je beseda Flins popačenka iz slovanskega jezika. Izhajala bi lahko npr.  iz slovanske besede pilny ali pilnuju v pomenu zaščite, skrbnosti, pozornosti, pogumosti (okrajšano v *Pilns in od tod spremenjeno v Flins).